# Ґурна-Весь (Мазовецьке воєводство)
Ґурна-Весь (пол. Górna Wieś) — село в Польщі, у гміні Блоне Варшавського-Західного повіту Мазовецького воєводства.
Населення — 84 особи (2011).
У 1975-1998 роках село належало до Варшавського воєводства.

## Демографія
Демографічна структура станом на 31 березня 2011 року:
|          | Загалом | Допрацездатний вік | Працездатний вік | Постпрацездатний вік |
| -------- | ------- | ------------------ | ---------------- | -------------------- |
| Чоловіки | 50      | 4                  | 41               | 5                    |
| Жінки    | 34      | 1                  | 20               | 13                   |
| Разом    | 84      | 5                  | 61               | 18                   |